# Каннингем, Питер
Питер Каннингем (англ. Peter Cunningham; 1816—1869) — английский писатель, сын Аллана Каннингема, брат Александра Каннингема.
Основные сочинения Каннингема — биографические и нравоописательные очерки. К числу первых относятся книги о поэте Уильяме Драммонде (англ. «Life of Drummond of Hawthornden», 1835; Каннингемом также подготовлени издание сочинений Драммонда), архитекторе Иниго Джонсе (англ. «Life of Inigo Jones», 1848), актрисе и куртизанке Нелл Гвин (англ. «The Story of Nell Gwynn», 1852). Из других книг Каннингема наибольшую известность получил путеводитель по Лондону, в двух частях (англ. «Handbook of London, past and present», 1849, и англ. «Modern London», 1851), и примыкающая к нему книга о Вестминстерском аббатстве (англ. «Westminster Abbey», 1842).